# Кош-теле
Кош-теле – кондитерское изделие татарской и крымскотатарской кухни, в переводе с татарского означает «птичьи язычки». Это тонкие кусочки теста, жаренные в масле, которые напоминают десерт хворост. 

## Приготовление
Основными ингредиентами кош-теле являются мука пшеничная, яйца, сливочное масло, сметана (или молоко), сахар, соль, разрыхлитель теста или сода, масло растительное (для жарки).
Замешивают крутое тесто (оно не должно липнуть к рукам) и, выдержав в холодильнике 30 минут, тонко раскатывают. Затем разрезают на полоски или ромбики. Полученные изделия обжаривают в кипящем масле примерно одну минуту.
В качестве посыпки используется сахарная пудра, иногда кош-теле промазываются сиропом.